# متلازمات البقع البيضاء
متلازمات البقع البيضاء، هي أمراض التهابية تتميز بظهور بقع بيضاء ضمن قاع العين -السطح الداخلي للعين. لا تتجاوز أعمار معظم الأفراد المصابين بهذه المتلازمات الخمسين عام. تتضمن أعراض المرض تشوش الرؤية وخسارة أجزاء من المجال البصري. تفسر المتلازمة بأسباب جرثومية وفيروسية ووراثية ومناعية ذاتية.
تشمل متلازمات البقع البيضاء المعروفة ما يلي:
- اعتلال ظهاري صباغي لويحي خلفي حاد متعدد البؤر
- اعتلال شبكية ومشيمية بؤري
- متلازمة البقع البيضاء المتعددة المتلاشية
- اعتلال شبكية خارجية نطاقي خفي حاد
- التهاب مشيمية وعنبية شامل متعدد البؤر
- التهاب المشيمية الداخلية النقطي
- التهاب المشيمية الساعي

## بعض أنواع متلازمات البقع البيضاء
سيذكر هنا مميزات البقع البيضاء الخاصة ببعض الأنواع مع الآلية الإمراضية المتوقعة لكل منها.

### اعتلال ظهاري صباغي لويحي خلفي حاد متعدد البؤر
يحدث الاعتلال الظهاري الصباغي اللويحي الخلفي الحاد متعدد البؤر عادةً عند البالغين بمتوسط عمر 27 عام. يحدث في هذا النوع تشوش رؤية ثنائي الجانب، ولكن لا يشترط المرض حدوث ذلك بنفس الوقت في العينين معًا. تتوضع الآفات اللويحية البيضاء المصفرة على مستوى الظهارة الصباغية الشبكية في القطب الخلفي للعين. يقترح البعض وجود استعداد وراثي للمرض، بينما يعتقد آخرون أنه يحدث نتيجة استجابة غير طبيعية لفيروس ما.

### متلازمة البقع البيضاء المتعددة المتلاشية
تصيب متلازمة البقع البيضاء المتعددة المتلاشية الإناث في معظم الحالات. تتضمن الأعراض فقدان مفاجئ مؤقت للرؤية المركزية. تتوضع البقع البيضاء الصغيرة على مستوى الظهارة الصباغية الشبكية في القطب الخلفي للعين. تختفي البقع البيضاء بعد مرور الأسابيع القليلة الأولى من بدء المرض. بشكل عام، ما يزال السبب غير معروف، ولكن ارتبطت ثلث الحالات بوجود إصابة فيروسية سابقة. يحدث المرض بشكل أساسي عند الإناث، ولهذا قد تلعب الحالة الهرمونية دورًا في ذلك.

### اعتلال شبكية خارجية نطاقي خفي حاد
يجادل البعض حول تصنيف المرض ضمن متلازمات البقع البيضاء، ولكنها يرتبط بالتأكيد بأمراض أخرى مصنفة ضمنها. يحدث اعتلال الشبكية الخارجية النطاقي الخفي الحاد عند صغار ومتوسطي العمر من البالغين، وقد يؤدي في النهاية إلى موت خلايا الشبكية. تتضمن الأعراض الفقدان الحاد للمجال البصري والإبصار الومضي. يفسر المرض بأسباب مناعية ذاتية وفيروسية وفطرية.

### التهاب مشيمية وعنبية شامل متعدد البؤر
يصيب التهاب المشيمية والعنبية الشامل متعدد البؤر الإناث المصابات بحسر البصر بشكل رئيسي. تتوضع الآفات الصفراء أو الرمادية (البقع البيضاء) على مستوى المشيمية والظهارة الشبكية الصباغية. يتراوح حجم البقع البيضاء بين 50 و500 ميكرومتر وتشاهد ضمن اللطخة. يترافق المرض بالتهاب الزجاجية والتهاب الحجرة الأمامية للعين، وقد يؤدي الأول إلى انخفاض الرؤية. يسبب التهاب المشيمية والعنبية الشامل متعدد البؤر المزمن تندب بقعي، وهذا يؤدي إلى انخفاض شديد في الرؤية. تقترح النظريات إحداث عامل ممرض خارجي حساسية تجاه مستضدات ضمن المستقبلات الضوئية أو الظهارة الشبكية الصباغية أو المشيمية.

### التهاب المشيمية الداخلية النقطي
يصيب التهاب المشيمية الداخلية النقطي الإناث بشكل رئيسي. يعتبر تشوش الرؤية والعتمة من أهم أعراض المرض. تتوضع الآفات البيضاء الرمادية أو الصفراء في القطب الخلفي بشكل رئيسي ويتراوح حجمها بين 100 و300 ميكرومتر. يصنف التهاب المشيمية الداخلية النقطي ضمن متلازمات البقع البيضاء التي تندرج تحت تصنيف التهاب العنبية الخلفي. تظهر المناطق المنقطة على مستوى المشيمية الداخلية، وتتواجد الآفات عادةً ضمن المنطقة المركزية في الجزء الخلفي من العين (القطب الخلفي).

### التهاب المشيمية الساعي
يعرف التهاب المشيمية الساعي باسم اعتلال المشيمية الجغرافي أو الحلزوني، ويعتبر حالة التهابية مترقية مزمنة غير شائعة تصيب الرجال والنساء على حد سواء، وتتراوح أعمار المصابين بين العقد الثاني والسابع من العمر.